# Каратоган (Талгарский район)
Каратоган (каз. Қаратоған) — село в Талгарском районе Алматинской области Казахстана. Входит в состав Нуринского сельского округа. Код КАТО — 196257300.

## Население
В 1999 году население села составляло 363 человека (177 мужчин и 186 женщин). По данным переписи 2009 года, в селе проживали 324 человека (170 мужчин и 154 женщины).